# Mirko Polič
Mirko Polič (Trieste, 3 giugno 1890 – Lubiana, 2 ottobre 1951) è stato un compositore e direttore teatrale sloveno.

## Biografia
Dopo aver completato il ginnasio a Trieste, iniziò gli studi di giurisprudenza a Praga, ma dopo poco si dedicò alla musica, al Conservatorio Verdi di Trieste. In quegli anni fu anche direttore di coro. Nel 1910, appena ventenne e senza alcuna esperienza lavorativa precedente, assunse la direzione dell'orchestra del teatro sloveno al Narodni Dom di Trieste, dove, nel 1913, organizzò eventi permanenti d'opera.
Negli anni 1925-1939 e 1945-1948 è stato direttore del Teatro dell'Opera di Lubiana. Dotato di un eccellente senso dell'organizzazione, introdusse nuove tecniche di regia e ampliò il repertorio operistico con novità nazionali ed estere. Promosse notevolmente le esecuzioni di opere e operette slovene e l'opera di compositori sudafricani.
Compose anche due opere: Mati Jugovičev (La madre degli Jugovič) e Deseti brat (Il decimo fratello), tratto dall'omonimo romanzo di Josip Jurčič.
Venne insignito del massimo riconoscimento artistico sloveno, il premio Prešeren.